# Peter Makrillos
Peter Michael Makrillos (Sydney, 4 settembre 1995) è un calciatore australiano, centrocampista del Macarthur.

## Carriera

### Club
Cresciuto nel settore giovanile dello Stoke City, trascorre i primi anni della carriera nelle serie minori del campionato australiano con varie squadre. Nel gennaio del 2018 viene acquistato dai greci del Paniōnios, durante la sessione invernale di calciomercato. Qui rimane per due stagioni, prima di rimanere svincolato nel luglio del 2019 a seguito del fallimento del club. Il 24 gennaio 2020 viene acquistato dai finlandesi dell'IFK Mariehamn. Dopo una sola stagione in terra scandinava, l'11 febbraio 2021 firma un contratto con i bulgari dello Slavia Sofia.

### Nazionale
Nel 2013 ha giocato una partita con la nazionale australiana Under-20.

## Statistiche

### Presenze e reti nei club
Statistiche aggiornate al 3 gennaio 2022.
| Stagione            | Squadra             | Campionato          | Campionato | Campionato | Coppe nazionali | Coppe nazionali | Coppe nazionali | Coppe continentali | Coppe continentali | Coppe continentali | Altre coppe | Altre coppe | Altre coppe | Totale | Totale |
| Stagione            | Squadra             | Comp                | Pres       | Reti       | Comp            | Pres            | Reti            | Comp               | Pres               | Reti               | Comp        | Pres        | Reti        | Pres   | Reti   |
| ------------------- | ------------------- | ------------------- | ---------- | ---------- | --------------- | --------------- | --------------- | ------------------ | ------------------ | ------------------ | ----------- | ----------- | ----------- | ------ | ------ |
| gen.-mag. 2018      | Paniōnios           | SL                  | 7          | 0          | CG              | 1               | 0               |                    | -                  | -                  |             | -           | -           | 8      | 0      |
| 2018-2019           | Paniōnios           | SL                  | 4          | 0          | CG              | 3               | 0               |                    | -                  | -                  |             | -           | -           | 7      | 0      |
| Totale Paniōnios    | Totale Paniōnios    | Totale Paniōnios    | 11         | 0          |                 | 4               | 0               |                    | -                  | -                  |             | -           | -           | 15     | 0      |
| 2020                | IFK Mariehamn       | VL                  | 19         | 4          | CF              | 3               | 1               |                    | -                  | -                  |             | -           | -           | 22     | 5      |
| feb.-mag. 2021      | Slavia Sofia        | 1L                  | 15         | 7          | CB              | 4               | 1               |                    | -                  | -                  |             | -           | -           | 19     | 8      |
| lug.-dic. 2021      | Slavia Sofia        | 1L                  | 18         | 2          | CB              | 2               | 1               |                    | -                  | -                  |             | -           | -           | 20     | 3      |
| Totale Slavia Sofia | Totale Slavia Sofia | Totale Slavia Sofia | 33         | 9          |                 | 6               | 2               |                    | -                  | -                  |             | -           | -           | 39     | 11     |
| Totale carriera     | Totale carriera     | Totale carriera     | 63         | 13         |                 | 13              | 3               |                    | -                  | -                  |             | -           | -           | 76     | 16     |